# Haematopota hirta
Haematopota hirta är en tvåvingeart som beskrevs av Ricardo 1906. Haematopota hirta ingår i släktet Haematopota och familjen bromsar. Inga underarter finns listade i Catalogue of Life.